# Expo '90
De Expo '90 was de twaalfde internationale tuinbouwtentoonstelling die werd erkend door het Bureau International des Expositions en de eerste grootschalige tuinbouwtentoonstelling in Azië. De internationaal gehanteerde naam was Expo '90, de Japanse naam was: 国際花と緑の博覧会 (Kokusai Hana to Midori no Hakurankai) ofwel Internationale tuin- en groentententoonstelling. Het thema was harmonieuze samenleving van mens en natuur in de twintigste eeuw.